# Лангар (Нурабадский район)
Лангар (тадж. Лангар) — сельский населённый пункт (тадж. деҳа) в Нурабадском районе Республики Таджикистан. Административно относится к сельской общине Мехробод (бывший Комсомолабад, Пумбачи).
Расположен в Раштской долине, в долине реки Вахш. Расстояние от села до центра района (пгт Дарбанд) — 22 км, до центра общины (село Мехробод) — 7 км.
Население — 917 человек (2017 г.), таджики.